# 3-羟基吡啶-2-甲酸
3-羟基吡啶-2-甲酸是一种有机化合物，化学式为C6H5NO3，它可通过3-氨基吡啶-2-甲酸的重氮化反应制得，它在214~215 °C分解。它和金属盐反应，可以得到相应的配合物。它和甲醇在硫酸存在下回流反应，可以得到3-羟基吡啶-2-甲酸甲酯。